# 曼圖羅沃區 (科斯特羅馬州)

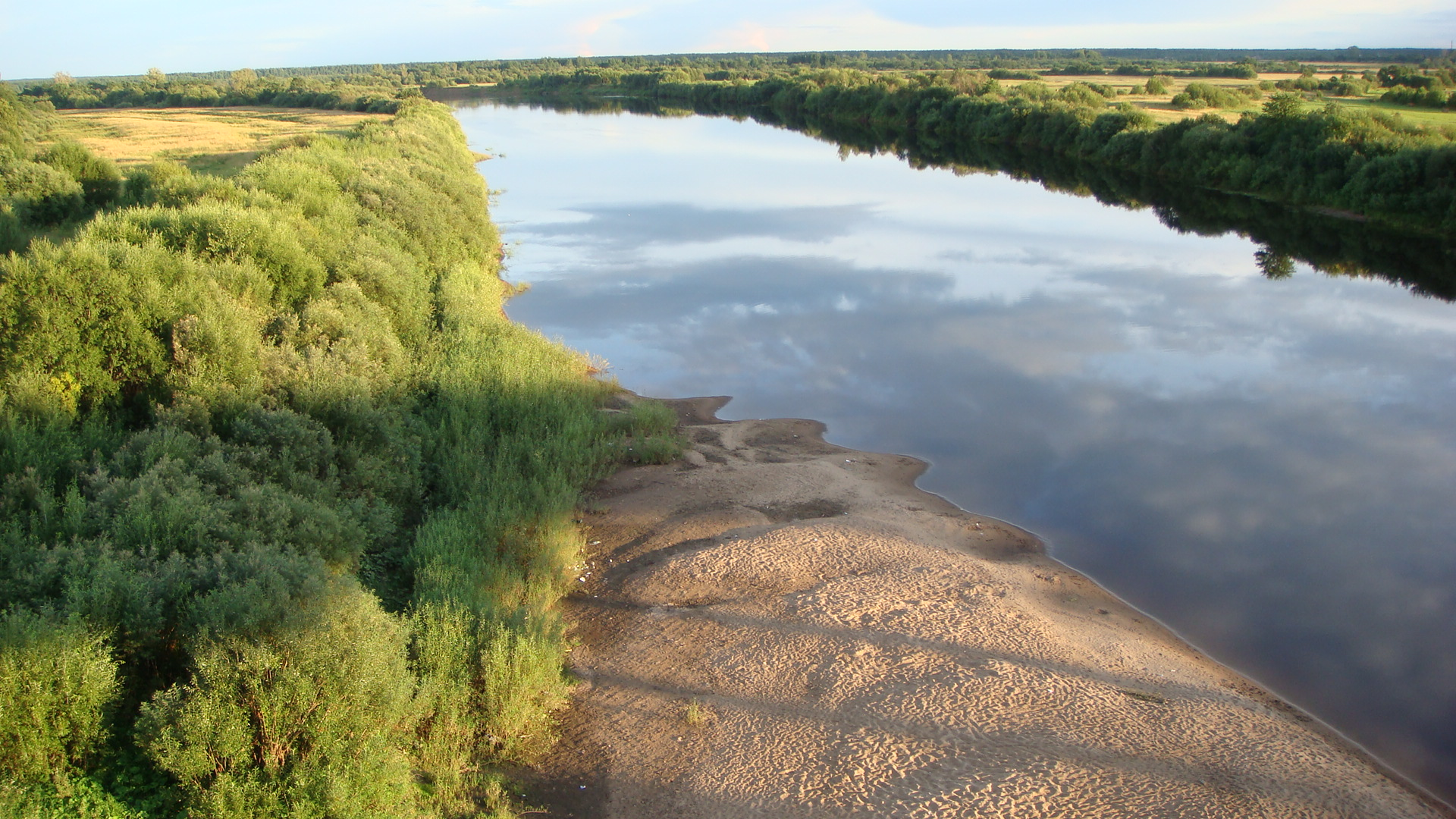

58°20′N 44°46′E / 58.333°N 44.767°E
曼圖羅沃區（俄语：Мантуровский район），是俄羅斯的一個區，位於該國西部，由科斯特羅馬州負責管轄，面積2,667平方公里，2010年人口4,978，人口密度每平方公里1.87人。